# Lebedivka, Vîșhorod
Lebedivka (în ucraineană Лебедівка) este o comună în raionul Vîșhorod, regiunea Kiev, Ucraina, formată numai din satul de reședință.

## Demografie
Componența lingvistică a comunei Lebedivka
     Ucraineană (95,07%)
     Rusă (3,82%)
     Alte limbi (0,48%)
Conform recensământului din 2001, majoritatea populației comunei Lebedivka era vorbitoare de ucraineană (95,07%), existând în minoritate și vorbitori de rusă (3,82%).